# Préimprégné en feuille
Pour les articles homonymes, voir SMC.
Le préimprégné en feuille ou mélange à mouler en feuille (en anglais : sheet molding compound, SMC) est un préimprégné constitué d'un « mélange relativement homogène de résines et de fibres de renfort coupées ou non, avec ou sans charges, sous forme de feuille d'une épaisseur généralement comprise entre 1 et 25 mm. Ils peuvent être réticulés au moulage sous l'action de la chaleur et de la pression ».
Il peut s'agir d'une feuille constituée de résine polyester insaturé (thermodurcissable) qui imprègne des fibres de verre longues (20 à 30 % de ce renfort), avec notamment des charges et un catalyseur (durcisseur). Cette feuille pliable peut avoir un film protecteur de polyéthylène sur chaque face.
Sur les formes complexes, le préimprégné en feuille se moule généralement moins bien que les préimprégnés en vrac ou mélanges à mouler en vrac (en anglais : bulk molding compound, BMC). Le préimprégné en feuille convient pour le moulage de grandes coques.
Différentes variantes de SMC existent, telles que les HMC, XMC et TMC (mélange à mouler épais, en anglais : thick moulding compound).